# Katlenburg-Lindau
Katlenburg-Lindau è un comune di 7.404 abitanti della Bassa Sassonia, in Germania.
Appartiene al circondario (Landkreis) di Northeim (targa NOM).
Comprende le frazioni di Berka, Elvershausen, Gillersheim, Katlenburg, Lindau, Suterode e Wachenhausen.